# Austroagalloides moorei
Austroagalloides moorei  (лат.) — вид прыгающих насекомых рода Austroagalloides из семейства цикадок (Cicadellidae). Эндемики Австралии. Длина самцов 6 мм, самок — 7 мм. Цвет жёлтый, на скутеллюме коричневые отметины. Встречаются на деревьях и кустарниках. Цилиндрической формы цикадки; голова короткая, округлённая. Макросетальная формула задних бёдер равна 2+0. Глаза крупные, так что голова вместе с глазами выглядит шире пронотума.